# Roy Wagner (Mathematiker)

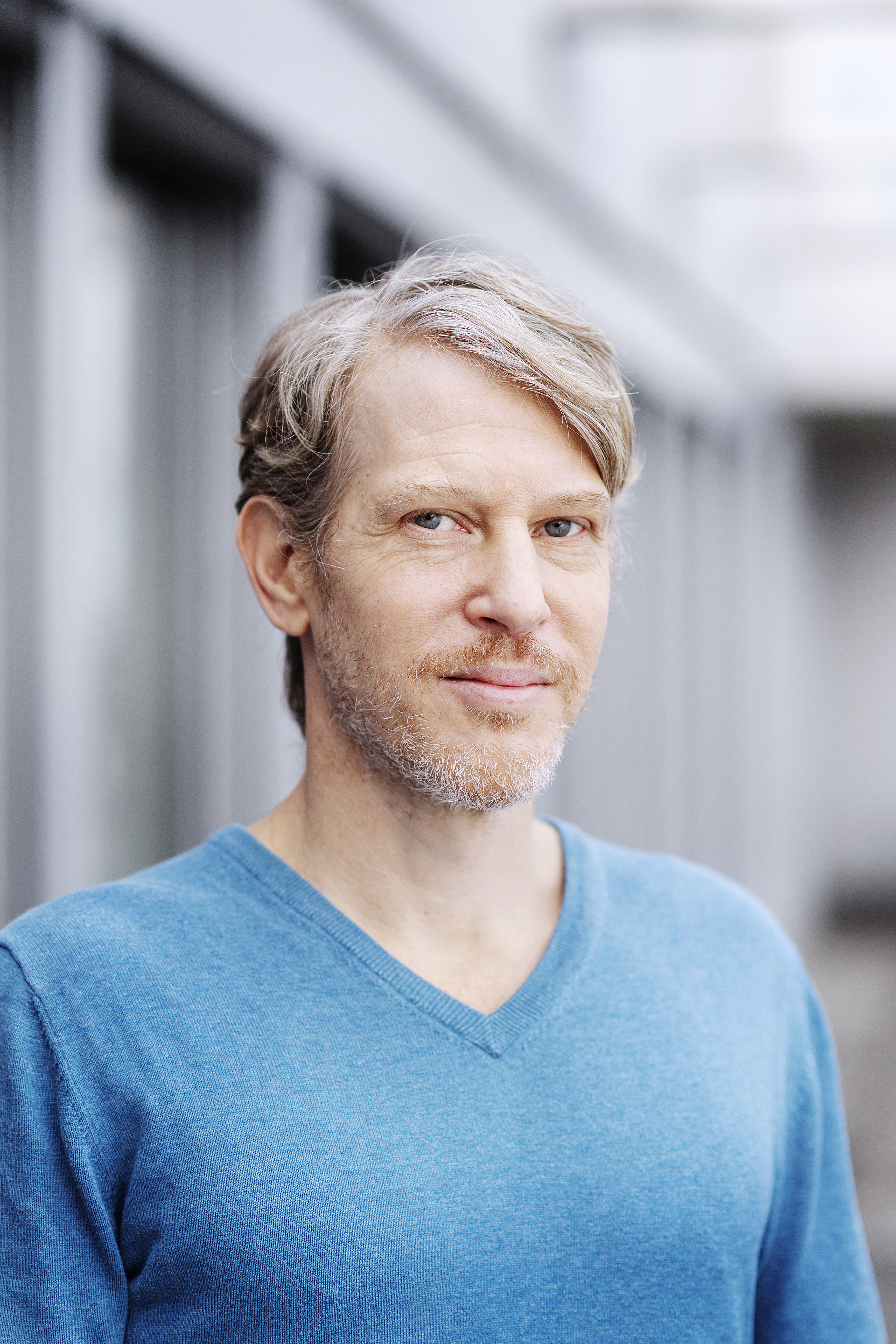
Roy Wagner (2020)

Roy Wagner (geboren am 6. Juni 1973), auch Roi Wagner, ist ein israelischer Mathematiker und Wissenschaftsforscher.

## Werdegang
Wagner studierte an der Universität Tel Aviv Mathematik und schloss 1991 mit dem Bachelor ab. 1997 wurde er ebenfalls an der Universität Tel Aviv promoviert. 1997 war er Postdoc an der Universität Pierre und Marie Curie in Paris, 1998 an der University of Cambridge. Von 1999 bis 2007 war er wissenschaftlicher Mitarbeiter an der School of Mathematical Sciences der Universität Tel Aviv, bis 2010 war er zudem an der Computer Science school des Academic College of Tel-Aviv-Jaffa tätig.
2007 promovierte Wagner am Cohn Institute for the History and Philosophy of Science and Ideas der Universität Tel Aviv. Darauf folgten Aufenthalte als Postdoc an der Boston University, Max-Planck-Institut für Wissenschaftsgeschichte in Berlin und an der Hebräischen Universität Jerusalem. Von 2014 bis 2016 wissenschaftlicher Mitarbeiter am Minerva Humanities Center der Universität Tel Aviv.
Seit 2016 hat Wagner die neu geschaffene Professur für Geschichte und Philosophie der Mathematischen Wissenschaften an der ETH Zürich inne.

## Forschung
Wagner forscht zur öffentlichen Wahrnehmung und zu den sozialen Auswirkungen der Mathematik sowie dazu, wie mathematische Zeichen Bedeutung erlangen und wie sich ihre Bedeutung verändert. Seine Dissertation im Fach Philosophie ist eine poststrukturalistische Lesung des Gödelschen Beweises für den Unvollständigkeitssatz.
Wagner publizierte zudem eine Reihe von wissenschaftlichen Artikeln zu politischer Theorie, unter anderem zu Formen des Widerstands gegen die staatliche Ordnung, eine Analyse von Videos der israelischen Besatzung in den Palästinensergebieten oder über die Repräsentation von migrantischen Arbeiterinnen in der hebräischen Sprache.

## Schriften
- Yehonatan Alsheh, Roy Wagner: מעשה סדום פוליטי ; הרלוונטיות של ז'אן ז'נה (Political Sodomy. The relevance of Jean Genet). Resliyng, Tel Aviv 2007.
- Roy Wagner: S(Zp,ZP); Post-structural readings of Gödel's proof. Polimetrica, Mailand 2009, ISBN 978-88-7699-157-8, doi:10.3929/ethz-b-000121677.
- Roy Wagner: Making and breaking mathematical sense; Histories and philosophies of mathematical practice. Princeton University Press, Princeton 2017, ISBN 978-0-691-17171-5.